# Raimundas Markauskas
Raimundas Markauskas (ur. 28 sierpnia 1966 w Olicie) – litewski inżynier i polityk. Poseł na Sejm Republiki Litewskiej.

## Życiorys
W 1984 skończył liceum i w tym samym roku zaczął studia na Wydziale Mechanicznym Uniwersytetu Technicznego w Kownie. W 1991 roku ukończył go i uzyskał specjalizację w zakresie energetyki przemysłowej.
Po studiach zaczął pracę w Olicie. Do 2001 roku pracował w AB "Alytaus tekstilė" jako kierownik warsztatu wodno-kanalizacyjnego. Od 1998 roku zaangażował się w aktywną działalność polityczną. 2001 został zaproszony do pracy jako gubernator okręgu Olita.
2000-2003 - Członek Rady Miasta Olita, przewodniczący Komitetu Ekonomiczno-Budżetowego. W 2003 ponownie wybrany członkiem Rady Miejskiej, ale w tym czasie służył jako Powiatowy Urząd gubernatora, więc rada odmówiła mu mandatu. W latach 2005–2012 był dyrektorem straży pożarnej gminy rejonu Olita. W 2007 oraz w 2011 roku został wybrany na członka Rady Miejskiej. W 2012 przyjął propozycję kandydowania do Sejmu z ramienia Partii Pracy (Litwa). W wyborach w 2012 uzyskał mandat posła na Sejm Republiki Litewskiej. Posłem był w latach 2012-2016. Jest członkiem Komisji Budżetowej i Finansowej. Jest także przewodniczącym Komisji ds. Morskich i Rybołówstwa. Interesuje się problemami społecznymi ludzi, działaniami społeczności wiejskich, wspieraniem ich inicjatyw i historią ich krajów. 